# Médée (Cherubini)
Médée ("Medeia") é uma ópera lírica, do gênero opéra-comique (ópera com diálogos intercalados entre os trechos cantados), em três atos, do compositor Luigi Cherubini, com libreto de François-Benoît Hoffmann (Nicolas Étienne Framéry), a partir da peça teatral homônima, de Pierre Corneille, baseada na tragédia Medéia de Eurípides.
A primeira versão da ópera estreou a 13 de março 1797 em Paris no Théâtre Feydeau, teve uma recepção pouco entusiástica.

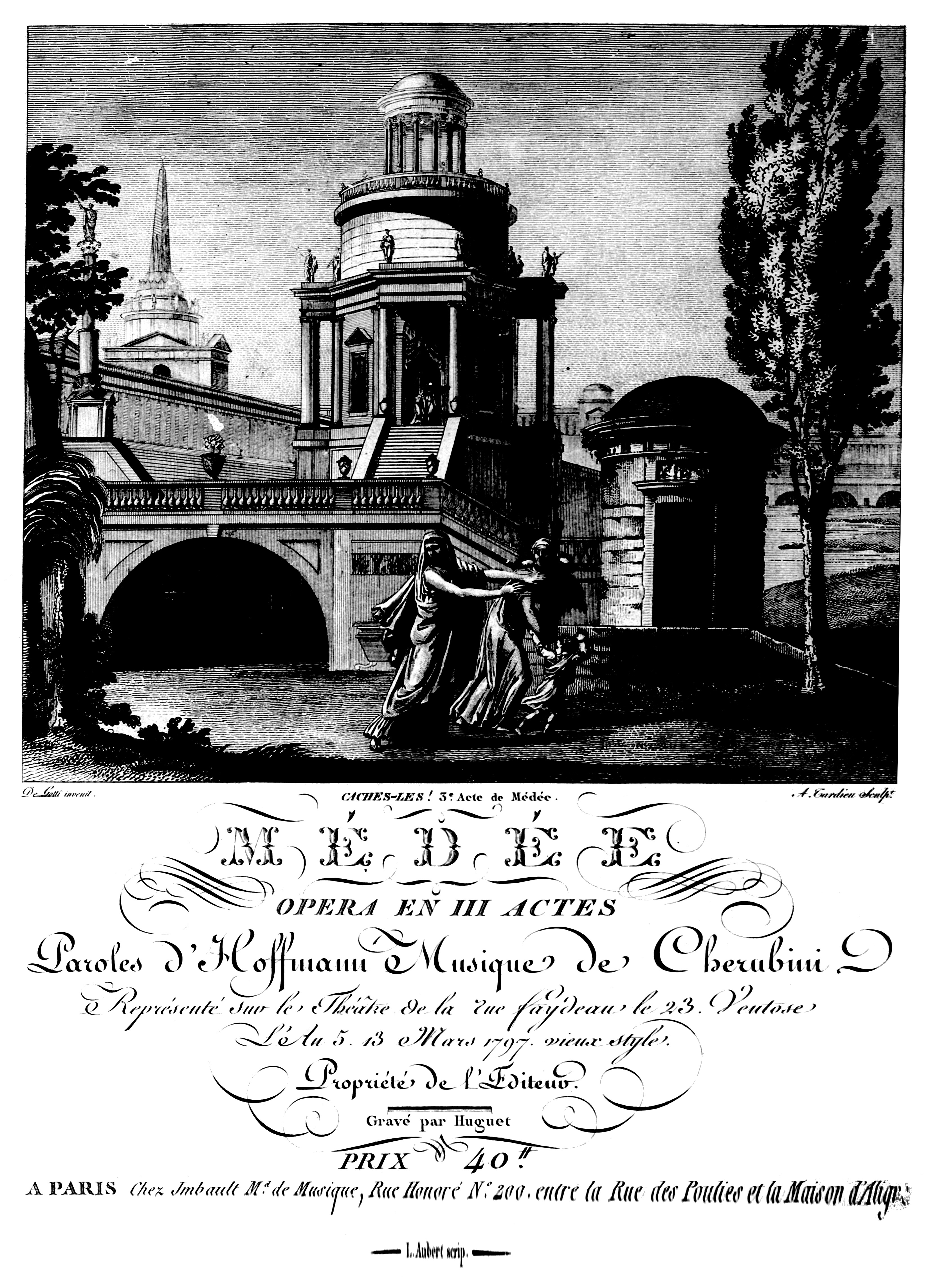

Várias versões da ópera foram produzidas e encenadas em italiano e alemão:
- 1802: Em tradução para italiano, foi estreada em Viena em 6 de Novembro de 1802.
- 1809: Em tradução para italiano abreviada, em Viena.
- 1855: Em tradução para alemã, com recitativos musicados por Franz Lachner, em Frankfurt.
- 1865: No Reino Unido estréia em italiano no Her Majesty's Theatre, em 6 de Junho com recitativos por Luigi Arditi.
- 1909: No Teatro alla Scala, tradução italiana por Carlo Zangarini da versão alemã de 1855 (com recitativos por Lachner),
- 1953: Em Florença, Maria Callas renova o papel em italiano, na versão Scala de 1909.
- 2005: estreia em Portugal no Teatro Nacional de S. Carlos, com direcção musical de Marko Letonja, encenação de Luís Miguel Cintra cenografia de Cristina Reis e Dimitra Theodossiou no papel de Medeia.

O papel de Medeia é famoso pela sua dificuldade; alguns dos famosos intérpretes do papel no século XX incluem Maria Callas, Eileen Farrell, Dame Gwyneth Jones, Magda Olivero, Leyla Gencer, Leonie Rysanek, Anja Silja, Mirella Freni, Maralin Niska, Marisa Galvany, Montserrat Caballé, Grace Bumbry, Shirley Verrett e, no original da versão restaurada, Phyllis Treigle.
| Intérpretes              | Voz                     | Estreia, 13 de Março de 1797 (Maestro: - ) |
| ------------------------ | ----------------------- | ------------------------------------------ |
| Medeia                   | soprano                 | Julie-Angélique Scio                       |
| Glauce, filha de Creonte | soprano                 | Rosine                                     |
| Néris,                   | mezzo-soprano           | Auvray                                     |
| Jasão                    | tenor                   | Pierre Gaveaux                             |
| Creonte                  | bass                    | Alexis Dessaules                           |
| Capitão da Guarda        | Barítono                | Legrand                                    |
| Duas aias                | soprano e mezzo-soprano | Verteuil, -                                |
| Duas crianças            | não cantam              |                                            |
| Coros                    |                         |                                            |

## Discografia de referência
- Cherubini: Medea / Vittorio Gui, Maria Callas,  Carlos Guichandut, Fedora Barbieri, Mario Petri,  Gabriela Tucci, Florence 1953
- Cherubini: Medea / Leonard Bernstein, Maria Callas, Gino Penno, Nache, Milano (La Scala) 1953
- Cherubini: Medea / Tullio Serafin, Maria Callas, Miriam Pirazzini,  Mirto Picchi,  Giuseppe Modesti, Renata Scotto, Milão (La Scala), em estúdio 1957
- Cherubini: Medea / Rescigno, Maria Callas, Nicola Zaccaria,  Judith Raskin,  Jon Vickers, Teresa Berganza, Dallas 1958
- Cherubini: Medea / Rescigno, Maria Callas, Nicola Zaccaria, Fiorenza Cossotto, Jon Vickers, Londres 1959
- Cherubini: Medea / Schippers, Maria Callas,  Jon Vickers,  Giulietta Simionato, Nicolai Ghiaurov, Milano (La Scala) 1961
- Cherubini: Medea / Leitner,Inge Borkh,  Tomislav Neralic,  Ludwig Suthaus,  Sieglinde Wagner,  Rita Streich, Berlin 1958
- Cherubini: Medea / Franci, Leyla Gencer, Bottion, Raimondi, Mazzucatto, La Fenice 1968
- Cherubini: Medea / Gardelli, Gwyneth Jones, Bruno Prevedi, Pilar Lorengar, Justino Diaz, Fiorenza Cossotto, 1971(versão completa)
- Cherubini: Medea / Horst Stein, Leonie Rysanek, Nicolai Ghiuselev, Lucia Popp, Bruno Prevedi, Viena 1972
- Cherubini: Medea / Gardelli, Sylvia Sass, Veriano Luchetti, Klara Takacs.
- Cherubini: Médée / Folse, Treigle, Fortunato, Arnold (versão em francês)
- Cherubini: Médee / Fournillier, Iano Tamar, Patrizia Ciofi,  Luca Lombardo,  Jean-Phillipe Courtis,  Mariagrazia Pani, 1995
- Cherubini: Medea / Hull, Denia Mazzola-Gavazzeni,  Carlo Cigni,  Chiara Chialli,  Elisabetta Scano, DVD